# Irakisk-kurdiska konflikten
Irakisk-kurdiska konflikten var ett krig som utkämpades från den 15 oktober till den 27 oktober 2017 i Irakiska Kurdistan och övriga delar av Irak efter en kurdisk folkomröstning för självständighet. Kriget började med en irakisk invasion av Irakiska Kurdistan med stöd från Turkiet och Iran. Irak invaderade de södra delarna och intog de oljerika städerna Kirkuk och Khanaqin tillsammans med iranska och turkiska flygbombningar.
Under kriget införde Iran och Turkiet ekonomiska sanktioner mot Irakiska Kurdistan, stängde gränsen och förbjöd flyg från och till området. Turkiet hotade även kurderna med att stoppa deras olje- och gasexporter till Europa om de inte drog tillbaka folkomröstningen. Kurdistans president Massoud Barzanis planer om självständighet misslyckades på grund av brist på stöd från FN och kritik från USA. Israel var det enda landet som stödde kurderna och erkände kurdernas rätt till självständighet. Israel kritiserade även världssamfundet för hyckleri mot kurderna och påstod att det var kurdiska soldater som skyddade västvärlden från IS. Presidenten och de kurdiska myndigheterna fördömde och hävdade att omvärlden, i synnerhet USA, svek Kurdistan och kurderna. Barzani anklagade även det kurdiska partiet PUK för landsförräderi på grund av dess samarbete med Irak och de allierade.